# Корна (коммуна)
Корна́ (фр. Cornas, окс. Cornàs) — коммуна во Франции, находится в регионе Рона — Альпы. Департамент коммуны — Ардеш. Входит в состав кантона Сен-Пере. Округ коммуны — Турнон-сюр-Рон.
Код INSEE коммуны — 07070.

## Население
Население коммуны на 2008 год составляло 2255 человек.
| 1962 | 1968 | 1975 | 1982 | 1990 | 1999 | 2008 |
| ---- | ---- | ---- | ---- | ---- | ---- | ---- |
| 643  | 717  | 1007 | 1563 | 2102 | 2082 | 2255 |

## Экономика
В 2007 году среди 1478 человек в трудоспособном возрасте (15—64 лет) 1073 были экономически активными, 405 — неактивными (показатель активности — 72,6 %, в 1999 году было 68,9 %). Из 1073 активных работали 1000 человек (539 мужчин и 461 женщина), безработных было 73 (20 мужчин и 53 женщины). Среди 405 неактивных 135 человек были учениками или студентами, 195 — пенсионерами, 75 были неактивными по другим причинам.

## Достопримечательности
- Приходская церковь Св. Петра
- Часовня Нотр-Дам-де-ла-Мюр

## Фотогалерея
- Корна
- Мэрия
- Карта коммуны